# 논병아리목
논병아리목은 목이 길고 몸이 유선형인 물새로서, 다리가 몸 뒤쪽 끝 가까이에 달려 있다. 날개가 짧아 나는 일이 적지만, 잠수는 능숙하여 적에게 습격을 당했을 경우 물 속으로 잠입한다. 물 위에 물풀을 이용하여 집을 만드는데, 집에서 나갈 때에는 그 물풀로 알을 덮어 놓는다. 논병아리과 한 과로 이루어져 있으며, 논병아리를 비롯하여 22종이 알려져 있다. 한국에는 논병아리와 귀뿔논병아리·검은목논병아리·뿔논병아리가 서식하고 있다.

## 하위 속
- 아메리카논병아리속 (Aechmophorus)
- 뿔논병아리속 (Podiceps)
- Podilymbus
- Poliocephalus
- Rollandia
- 논병아리속 (Tachybaptus)

## 계통 분류
2020년 쿨(Kuhl) 등의 연구에 의한 조류의 계통 분류이다.
| 닭기러기류 | \| \| 닭목 \| \| \| \| \| \| 기러기목 \| \| \| \| |
|            | \| \| 닭목 \| \| \| \| \| \| 기러기목 \| \| \| \| |
|            | 신조류                                            |
|            |                                                   |
|            | 닭목                                              |
|            |                                                   |
|            | 기러기목                                          |
|            |                                                   |

|  | 닭목     |
|  |          |
|  | 기러기목 |
|  |          |

| 닭기러기류 | \| \| 닭목 \| \| \| \| \| \| 기러기목 \| \| \| \| |
|            | \| \| 닭목 \| \| \| \| \| \| 기러기목 \| \| \| \| |
|            | 신조류                                            |
|            |                                                   |
|            | 닭목                                              |
|            |                                                   |
|            | 기러기목                                          |
|            |                                                   |

|  | 닭목     |
|  |          |
|  | 기러기목 |
|  |          |

## 같이 보기
- 찰스 시블리